# Верхньосілезький трамвай
50°15′40″ пн. ш. 19°03′58″ сх. д. / 50.261161884504° пн. ш. 19.066045924456° сх. д.
Трамвайне сполучення Верхньої Сілезії (пол. Tramwaje Śląskie) — одна з найбільших трамвайних мереж світу, заснована у 1894 році. Мережа діє у 13 містах агломерації Верхньої Сілезії (Південна Польща): Катовиці, Бендзин, Битом, Хожув, Челядзь, Домброва-Гурнича, Гливиці, Мисловиці, Руда-Шльонська, Семяновиці-Шльонські, Сосновець, Свентохловиці та Забже (до 2006 року також Пекари-Шльонські та Войковиці), сумарне населення яких становить 2 млн осіб. Орудує мережею АТ «Сілезькі трамваї», 100 % акцій якої належить Комунальному союзу сполучень Верхньосілезького промислового округу.

## Базова інформація
- Колія: 1435 мм
- Повна довжина мережі: 299.7 км маршрутів (340.3 км колії)[3]
- Кількість маршрутів: 29[4]
- Кількість пасажирських вагонів: 336[5]
- Щоденний випуск вагонів на лінії: приблизно 200
- Кількість депо: 5 (R-1 Бендзин, R-2 Катовиці-Заводзе, R-3 Битом-Строшек, R-4 Гливиці, R-5 Хожув-Батори (ремонт трамваїв))
- Найдовший маршрут: 22,45 км (№ 21)
- Найкоротший маршрут: 1,34 км (№ 38)

## Історія
Першою чергою мережі стала вузькоколійна (785 мм) залізниця на паровій тязі Гливиці — Забже — Руда Шльонська — Битом — Вельке-Пекари загальною довжиною 34,5 км. Вона була відкрита в 1894 рока в три черги:
- 27 травня Битом — Вельке-Пекари,
- 26 серпня Гливиці — Забже,
- 30 грудня Забже — Битом.

Власником залізниці було берлінське акціонерне товариство «Верхньосілезькі парові трамваї» (нім. Oberschlesische Dampfstrassenbahnen AG). Через чотири роки (в 1898) мережа була електрифікована. В 1912 році в м. Катовиці побудована лінія стандартної колії (1435 мм). В 1913 році була відкрита окрема мережа, що сполучила Битом з передмістями й селами на захід від міста. Після Першої світової війни та Сілезького повстання трамвайна мережа була розділена між Польщею й Німеччиною — з'явилося міжнародне сполучення (до 1937-го). В 1928 році інша мережа стандартної колії побудована в Сосновці, Бедзині й Домброві-Гурничій (у так званому Домбровському вугільному басейні, що примикає до Верхньосілезького вугільного басейну). В 1928—1936 роках більша частина первісної вузькоколійної мережі була перешита на стандартну колію (хоча остання вузькоколійна лінія, Семяновіце-Шльонське — Хожув, залишалася до 1952-го). Це дозволило здійснити сполучення з новою мережею в Сосновці (сполучення між Хожувом і Сосновцем через Катовиці було встановлено в 1931).
Під час Другої світової війни німецька влада вирішила з'єднати всі системи, і вони залишалися як одна об'єднана мережа до сьогодні (хоча старі межі усе ще легко спостерігаються). Мережа маршрутів, запроваджена в 1940 році при об'єднанні мереж, усе ще використовується. В 1951 році мережа була передана під оруду державній компанії (WPK Katowice) і до 1970-х розширювалася й частково модернізувалася, досягши максимальної довжини наприкінці 1970-х (приблизно 235 км). З кінця 1960-х класичний рухомий склад був замінений сучасними вагонами, заснованими на американській технології PCC. В 1980-е деякі з немодернізованих сільських ліній були демонтовані (найдовша лініяз Битома до Вешови з відгалуженням до Столяжовіце).
Наприкінці 1980-х відбулися зміни в Польщі (згортання соціалізму), які не поліпшили службу трамвая — навпроти, стан трамвайної компанії (АТ «Tramwaje Śląskie») погіршувалося з кожним роком із середини 1990-х. Остання нова лінія була побудована в 1980—1982 роках (між Сосновцем і Загужі). Наприкінці 1990-х лінія Битом — Хожув — Катовиці мала бути модернізована по стандартах ЛРТ. Через нестачу коштів, модернізація була виконана тільки частково (а саме закупівля 17 низькопідлогових вагонів Alstom Citadis).

## Сучасність
На 2010-і Tramwaje Śląskie та ZTM повільно усувають наслідки відсутності довгострокових інвестицій.
Виконано багато ремонтів, закуплено новий рухомий склад.
В 2012 році оператор мережі придбав у Modertrans Poznań 30 низькопідлогових вагонів Pesa 2012N «Twist-Step» та 12 частково низькопідлогових трамваїв Moderus Beta.
Контракт частково профінансував Європейський фонд розвитку.

## Рухомий склад

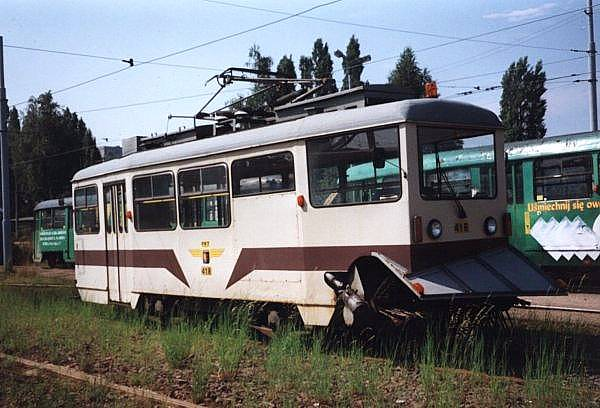
Снігоочисник на базі типу N

| Серія            | Кількість | Місць | Низка підлга | Виробник          |
| ---------------- | --------- | ----- | ------------ | ----------------- |
| N                | 2         | 16    | 0 %          | Konstal           |
| 105N             | 1         | 20    | 0 %          | Konstal           |
| 105Na            | 89        | 20    | 0 %          | Konstal           |
| 105N-2k          | 31        | 20    | 0 %          | Konstal           |
| 105N-2k          | 31        | 20    | 0 %          | Konstal           |
| 105N HF 11 AC    | 45        | 20    | 0 %          | Konstal           |
| 105NF S          | 31        | 20    | 0 %          | Konstal           |
| 111N             | 6         | 20    | 0 %          | Konstal           |
| 116Nd Citadis    | 17        | 46    | 73 %         | Alstom Konstal    |
| 2012N Twist      | 30        | 77    | 73 %         | Pesa              |
| 2012N-10 Twist   | 2 з 8     | 77    | 75 %         | Pesa              |
| 2017N Twist      | 15 з 32   | 59    | 65,6 %       | Pesa              |
| E1               | 18        | 40    | 0 %          | SGP / Lohner      |
| Pt8              | 8         | 62    | 0 %          | Düwag             |
| Ptm              | 7         | 57    | 23 %         | Düwag             |
| MF 16 AC BD Beta | 12        | 46    | 26 %         | Modertrans Poznań |
| MF 10 AC Beta    | 13        | ≥ 18  | ≥ 20 %       | Modertrans Poznań |
| MF 11 AC BD Beta | 2         | ≥ 18  | ≥ 20 %       | Modertrans Poznań |

## Маршрути
Маршрути на лютий 2021:
| Лінія | Лінія | Кінцеві станції                          | Кінцеві станції               | Довжина   | Кількість зупинок | Міста                                 | Депо             |
| ----- | ----- | ---------------------------------------- | ----------------------------- | --------- | ----------------- | ------------------------------------- | ---------------- |
| 1     |       | Депо Гливиці                             | кільце Хебзе                  | 12.60 км  | 22                | Гливиці, Забже, Руда-Шльонська        | Гливиці          |
| 2     |       | Депо Гливиці                             | Битом площа Сікорського       | 16.50 км  | 25                | Гливиці, Забже                        | Гливиці, Строшек |
| 3     |       | Кільце Микульчице                        | Кільце Макошовий              | 10.45 км  | 20                | Забже                                 | Гливиці          |
| 4     |       | Депо Гливиці                             | Кільце Забоже                 | 7.85 км   | 16                | Гливиці, Забже                        | Гливиці          |
| 5     |       | Битом площа Сікорського                  | Кільце Забоже                 | 16.30 км  | 24                | Забже, Битом                          | Гливиці, Строшек |
| 6     |       | Битомське медичне училище                | Бринівський трансферний центр | 20.45 км  | 45                | Битом, Хожув, Катовиці                | Строшек, Заводзе |
| 7     |       | Битом площа Сікорського                  | Трансферний центр Заводзе     | 18.55 км  | 37                | Битом, Свентохловиці, Хожув, Катовиці | Строшек, Заводзе |
| 9     |       | Кільце Хебзе                             | Депо Хожув-Батори             | 10.70 км  | 20                | Руда-Шльонська, Свентохловиці, Хожув  | Гливиці          |
| 11    |       | Хожув (площа Металургів)                 | Катовіце (площа Мяркі)        | 18.50 км  | 16                | Хожув, Катовиці                       | Строшек          |
| 13    |       | Семяновиці (Площа Скарги)                | Катовиці (площа Свободи)      | 6.45 км   | 12                | Семяновиці-Шльонські, Катовиці        | Заводзе          |
| 14    |       | Бринівський трансферний центр            | Мисловиці (вокзал)            | 15.15 км  | 33                | Катовиці, Мисловиці                   | Заводзе          |
| 15    |       | Катовиці (площа Свободи)                 | Кільце Заводзе                | 14.75 км  | 28                | Катовиці, Сосновець                   | Заводзе          |
| 16    |       | Вельновець (Площа Альфреда)              | Бринівський трансферний центр | 8.15 км   | 18                | Катовиці                              | Заводзе          |
| 17    |       | Ліпіни-Міянка                            | Депо Хожув-Батори             | 9.40 км   | 17                | Семяновиці, Битом, Хожув              | Гливиці, Строшек |
| 19    |       | Депо Строшек                             | Катовиці (площа Свободи)      | 21.75 км  | 43                | Битом, Хожув, Катовиці                | Строшек, Заводзе |
| 20    |       | Депо Хожув-Батори                        | Кільце Шопеніце               | 12.35 км  | 25                | Хожув, Катовиці                       | Заводзе          |
| 21    |       | Кільце Миловиці                          | Завод «Гута Катовиці»         | 22.55 км  | 42                | Сосновець, Бендзин, Домброва-Гурнича  | Бендзин          |
| 22    |       | Кільце Челядзь                           | Завод «Гута Катовиці»         | 15.80 км  | 26                | Челядзь, Бендзин, Домброва-Гурнича    | Бендзин          |
| 23    |       | Хожув (Сілезький стадіон Західне кільце) | Трансферний центр Заводзе     | 10.40 км  | 24                | Хожув, Катовіце                       | Заводзе          |
| 24    |       | Острогорська-Сосновець                   | Константинув-Окжей            | 3.35 км   | 8                 | Сосновець                             | Бендзин          |
| 26    |       | Вокзал Мисловиці                         | Погонь Академіки              | 12.60 км  | 23                | Мисловиці, Сосновець                  | Бендзин          |
| 27    |       | Кільце Казимежа Горничі                  | Кільце житловий масив Замкове | 18.20& км | 36                | Сосновець, Бендзин                    | Бендзин          |
| 28    |       | Кільце житловий масив Замкове            | Завод «Гута Катовиці»         | 13.10 км  | 23                | Бендзин, Домброва-Гурнича             | Бендзин          |
| 35    |       | Кільце Миловиці                          | Кільце Загуже                 | 8.90 км   | 16                | Сосновець                             | Бендзин          |
| 36    |       | Кільце Шопеніце                          | Бринівський трансферний центр | 11.35 км  | 26                | Катовиці                              | Заводзе          |
| 38    |       | Битом (Сілезьких повстанців)             | Битом (Церква Святої трійці)  | 1.35 км   | 5                 | Битом                                 | Строшек          |
| 43    |       | Депо Хожув-Батори                        | Кільце Сонячна Кошутка        | 6.75 км   | 15                | Хожув, Катовиці                       | Гливиці          |
| 46    |       | Бринівський трансферний центр            | Кільце Сонячна Кошутка        | 5.65 км   | 16                | Катовиці                              | Заводзе          |
| 49    |       | Депо Строшек                             | Битом (площа Сікорського)     | 7.55 км   | 16                | Битом                                 | Строшек          |